# مالكولم موغريدج
توماس مالكولم موغِريدج (بالإنجليزية: Malcolm Muggeridge) 24 مارس 1903 - 14 نوفمبر 1990)، هو صحفي إنجليزي. عندما كان شابًا، كان متعاطفًا مع الجناح اليساري لكنه أصبح فيما بعد مؤلفًا قويًا ضد الشيوعية. خلال الحرب العالمية الثانية عمل لدى الحكومة البريطانية كجندي وجاسوس. ساعد في جلب الأم تريزا إلى الاهتمام الشعبي في الغرب. في سنواته الأخيرة كان صريحًا في القضايا الدينية والأخلاقية. كتب مجلدين من تاريخ سيرته الذاتية المهدورة وغير المكتملة.

## قراءات إضافية
- Ingrams, Richard, Muggeridge: The Biography, London: HarperCollins, 1995. (ردمك 0-00-638467-6)
- Wolfe, Gregory, Malcolm Muggeridge: A Biography, London: Hodder & Stoughton, 1995. (ردمك 0-340-60674-6)
- Hunter, Ian, Malcolm Muggeridge: A Life, London: Collins, 1980. (ردمك 0-241-12048-9)
- Muggeridge, Ancient & Modern / edited by Christopher Ralling and Jane Bywaters; with drawings by Trog, London, بي بي سي, 1981. (ردمك 0-563-17905-8). This is a revised edition of Muggeridge Through the Microphone (1967).
- Porter, David, A Disciple of Christ: conversations with Malcolm Muggeridge, Basingstoke: Marshalls, 1983. (ردمك 0-551-01059-2)
- Malcolm Muggeridge's Conversion Story
- McCrum, Robert, Wodehouse, A Life, London, New York: W. W. Norton, 2004.
- Kuhne, Cecil, Malcolm Muggeridge on Faith, San Francisco, CA: Ignatius Press, 2006. (ردمك 978-1-58617-068-4)
- Flynn, Nicholas, Time and Eternity: Uncollected Writings 1933–1983, Darton, Longman and Todd, 2010. (ردمك 978-0-232-52808-4)

## وصلات خارجية
- مالكولم موغريدج على موقع IMDb (الإنجليزية)
- مالكولم موغريدج على موقع الموسوعة البريطانية (الإنجليزية)
- مالكولم موغريدج على موقع مونزينجر (الألمانية)
- مالكولم موغريدج على موقع إن إن دي بي (الإنجليزية)
- مالكولم موغريدج على موقع قاعدة بيانات الفيلم (الإنجليزية)
- Malcolm Muggeridge, A Third Testament, 1976, 1983, Little Brown and Company. (Examines the lives of أوغسطينوس، بليز باسكال، وليم بليك، سورين كيركغور، فيودور دوستويفسكي، ليو تولستوي, and ديتريش بونهوفر, Retrieved 2011-05-29)
- Something Beautiful for God: Mother Teresa of Calcutta, By Malcolm Muggeridge, HarperCollins, 1971 – Muggeridge introduced الأم تريزا to the world with this book
- The Malcolm Muggeridge Society نسخة محفوظة 24 أكتوبر 2013 على موقع واي باك مشين..
- Interviews of Malcolm Muggeridge by ويليام ف. باكلي on Buckley's Firing Line program.
- Interview by مايك والاس, 19 October 1957
- Memories of Muggeridge by Ravi Zacharias
- Krebs، Albin (15 نوفمبر 1990). "Malcolm Muggeridge, Writer, Dies at 87". The New York Times. ص. B19. مؤرشف من الأصل في 2019-12-12. اطلع عليه بتاريخ 2009-04-14.
- Malcolm Muggeridge Papers, 1920–1990، Wheaton College Archives & Special Collections، مؤرشف من الأصل في 2019-12-12.